# Песчаный Карьер
Песчаный Карьер — посёлок в Верхнесалдинском городском округе Свердловской области. Управляется территориальной администрацией посёлка Басьяновский.

## География
Населённый пункт расположен на правом берегу безымянной речки в 700 метрах от левого берега реки Тагил в 24 километрах на северо-восток от административного центра округа — города Верхняя Салда.

### Часовой пояс
Песчаный Карьер, как и вся Свердловская область, находится в часовой зоне МСК+2. Смещение применяемого времени относительно UTC составляет +5:00.

## Население
| 2002 | 2010 | 2021 |
| ---- | ---- | ---- |
| 158  | ↘136 | ↘76  |

## Инфраструктура
Посёлок разделён на две улицы (Песчаная, Центральная).